# 스토마토수쿠스

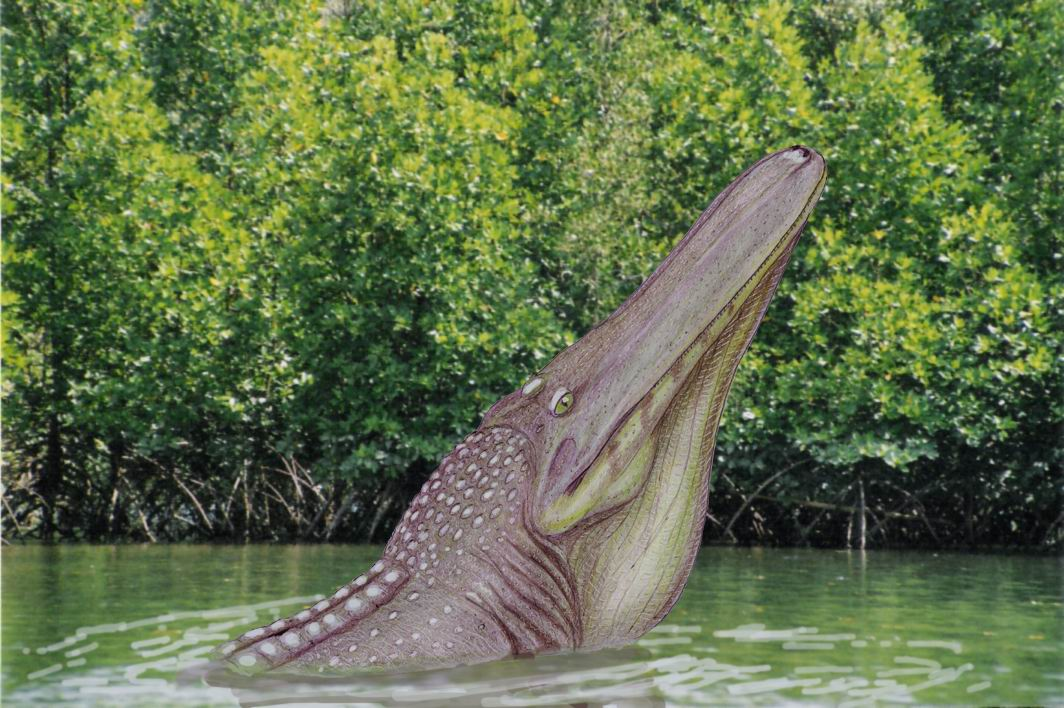

스토마토스쿠스(학명:Stomatosuchus inermis)는 악어목 스토마토스쿠스과에 속하는 악어이다. 지금은 멸종된 악어로 몸길이가 10m인 거대한 악어이다.

## 특징
스토마토수쿠스는 대부분의 악어와는 달리 무엇을 했는지 정확하게 알 수가 없는 악어 중에 하나이다. 평평한 두개골을 가지고 있으며 길고 평평하여 뚜껑과 같은 주나온의 두개골이 존재하였다. 이런 주입은 작고 원적인 이빨들이 줄지어 나 있으며 아래턱인 하악에는 이빨이 없었던 악어이고 현생에서 살아가는 펠리컨과 같이 목주머니의 역할을 했을 수도 있다. 스토마토수쿠스의 유형이자 유일한 표본은 부분적으로 남은 두개골과 길고 가느다란 척추로 정확한 크기를 알 수는 없지만 지금까지 존재했던 악어 중에선 큰 악어의 한 종이 된다. 먹이로는 당대에 살았던 물고기, 공룡 등을 먹고 살았을 육식성의 포식자로 추정된다.

## 생존시기와 서식지와 화석의 발견
스토마토수쿠스가 생존했던 시기는 중생대의 백악기 후기로 지금으로부터 8800만년전~6600만년전에 생존했던 악어이다. 생존했던 시기에는 아프리카의 한 국가인 이집트에 존재하는 강에서 주로 서식했을 것으로 추정이 된다. 백악기-팔레오기 대량절멸이 일어났을 때에 공룡과 함께 멸종한 것으로 추정되며 화석의 발견은 독일의 고생물학자인 에른스트 스트로머에 의해 1925년에 처음으로 이집트의 백악기 지층에서 최초로 발견이 되어 새로이 명명된 종이다. 발견된 당시에는 스토마토수쿠스의 정확한 전체의 화석이 발견되어 전시되었으나 제2차 세계 대전이 일어난 시기 중에 하나인 1944년에 연합군에 의해 스토마토스쿠스의 정확한 골격의 화석이 전시된 뮌헨 박물관이 파괴가 되어 박물관에 전시가 된 스토마토수쿠스의 화석도 같이 유실이 되었기 때문에 현재는 사진으로만 남은 자료가 되었다.

## 같이 보기
- 악어
- 중생대
- 백악기
- 파충류
- 화석